# 11196 Michanikos
11196 Michanikos eller 1999 BO9 är en asteroid i huvudbältet som upptäcktes den 22 januari 1999 av den australiensiske amatörastronomen John Broughton vid Reedy Creek-observatoriet. Den är uppkallad efter Heron av Alexandria.
Asteroiden har en diameter på ungefär 13 kilometer och den tillhör asteroidgruppen Padua.